# Zgornja Voličina
Zgornja Voličina je naselje v Občini Lenart.
Nahaja se na jugovzhodnih pobočjih gozdnate planote Hrastovenjek, južno od Pesniške doline. Na severozahodu je zaselek Preska gora, poleg nje pa Zgornjo Voličino sestavljajo še Pesjak, Hum, Berkova, Černa in Zgornja Gorca.